# Eric Wohlberg
Eric Wohlberg (* 8. Januar 1965 in Oakville, Ontario) ist ein ehemaliger kanadischer Radrennfahrer. Er wurde acht Mal in Folge kanadischer Meister im Einzelzeitfahren.

## Sportliche Karriere
Eric Wohlberg begann seine Profi-Karriere 1996 bei dem US-amerikanischen Radsportteam Shaklee. Im selben Jahr wurde er erstmals kanadischer Zeitfahrmeister, einen Erfolg, den er bis 2002 sieben Mal in Folge wiederholen konnte. Seinen ersten internationalen Erfolg feierte er 1997 bei dem Zeitfahren der Tour de Langkawi; 1999 entschied er erneut eine Etappe der Tour de Langkawi für sich. 1999 und 2001 gewann er die Tour of Somerville.
2000 gewann er bei der Tour de Hokkaidō auch zum ersten Mal eine Gesamtwertung. 2001 wechselte er zum Saturn Cycling Team und gewann 2004 gewann für Sierra Nevada Cycling die Tour of Wellington. Ab 2005 fuhr Wohlberg für das kanadische Continental Team Symmetrics.
Drei Mal startete Wohlberg bei Olympischen Spielen: 1996, 2000 und 2004. Er startete in Zeitfahren und Straßenrennen, konnte aber nur 2004 beim Einzelzeitfahren mit Rang 18 eine vordere Platzierung erreichen. Vier Mal startete er bei Commonwealth Games; 1998 gewann er das Einzelzeitfahren und wurde Dritter im Straßenrennen. Auch gewann er das Zeitfahren bei den Panamerikaspielen 1999.
2008 beendete Eric Wohlberg seine Radsportlaufbahn und ist seitdem als Berater und Sportlicher Leiter für verschiedene Teams tätig.

## Ehrungen
Im Oktober 2018 wurde Eric Wohlberg in die Canadian Cycling Hall of Fame aufgenommen.

## Erfolge
1996
- Gesamtwertung Tour de Hokkaidō
- Kanadischer Meister – Einzelzeitfahren

1997
- eine Etappe Tour de Langkawi
- Kanadischer Meister – Einzelzeitfahren

1998
- Sieger Commonwealth Games – Einzelzeitfahren
- Commonwealth Games – Straßenrennen
- Kanadischer Meister – Einzelzeitfahren

1999
- Panamerikaspiele – Einzelzeitfahren
- eine Etappe Tour de Langkawi
- zwei Etappen Grand Prix Cycliste de Beauce
- Kanadischer Meister – Einzelzeitfahren

2000
- Kanadischer Meister – Einzelzeitfahren
- Gesamtwertung und eine Etappe Tour de Hokkaidō
- eine Etappe Herald Sun Tour

2001
- Kanadischer Meister – Einzelzeitfahren

2002
- Kanadischer Meister – Einzelzeitfahren
- eine Etappe Tour of Southland

2003
- Kanadischer Meister – Einzelzeitfahren
- eine Etappe Herald Sun Tour
- eine Etappe Tour of Queensland

2004
- Gesamtwertung und eine Etappe Tour of Wellington
- eine Etappe Tour de Langkawi

2007
- eine Etappe Vuelta a El Salvador

## Teams
- 1996 Shaklee
- 1997 Shaklee
- 1998 Shaklee
- 1999 Shaklee-Degree Radio Energie
- 2000 Shaklee
- 2001 Saturn Cycling Team
- 2002 Saturn Cycling Team
- 2003 Saturn Cycling Team
- 2004 Sierra Nevada Cycling
- 2005 Symmetrics
- 2006 Symmetrics
- 2007 Symmetrics
- 2008 Symmetrics